# Марково (Верхнєландеховський район)
Марково (рос. Марково) — присілок в Верхнєландеховському районі Івановської області Російської Федерації.
Населення становить 15 осіб. Входить до складу муніципального утворення Симаковське сільське поселення.

## Історія
Від 2005 року входить до складу муніципального утворення Симаковське сільське поселення.

## Населення
| 1859 | 1905 | 2010 |
| ---- | ---- | ---- |
| 75   | ↗88  | ↘15  |